# Symbolanthus frigidus
Symbolanthus frigidus är en gentianaväxtart som först beskrevs av Olof Swartz, och fick sitt nu gällande namn av Struwe och K.Gould. Symbolanthus frigidus ingår i släktet Symbolanthus och familjen gentianaväxter. Inga underarter finns listade i Catalogue of Life.